# Liste der Träger des Ehrenzeichens für Verdienste um das Land Wien
In dieser Liste sind Träger des Ehrenzeichens für Verdienste um das Land Wien angeführt. Die Kurzbemerkung nach dem Namen soll den Grund beziehungsweise die Funktion der Person am beziehungsweise vor dem Verleihungstag ersichtlich machen.
Die Einträge sind, falls bekannt, nach dem Verleihungsjahr oder der Veröffentlichung sortiert, innerhalb des Jahres alphabetisch. Die Jahresangaben haben aber aufgrund der verschiedenen Quellangaben eine Unschärfe, da die Zeit vom Antrag über die Verleihung bis zur Bekanntmachung mehrere Monate betragen kann.
Die Liste ist noch keineswegs vollständig.

## Großes Goldenes Ehrenzeichen für Verdienste um das Land Wien mit dem Stern
- Wilhelm Stemmer, Wiener Erster Landtagspräsident (1968)
- Karl Mühlhauser, langjähriger Zweiter Landtagspräsident von Wien (1969)
- Felix Slavik, Bürgermeister von Wien (1969)
- Anton Benya, Nationalratspräsident (1972)
- Maria Hlawka, Erste Landtagspräsidentin von Wien (1974)
- Hertha Firnberg, erste sozialdemokratische Ministerin Österreichs (1975)
- Rudolf Häuser, Vizekanzler und Bundesminister für Soziales (1975)
- Leopold Gratz, Bürgermeister von Wien und Bundesminister (1979)
- Erhard Busek, Vizekanzler (1994)[1]
- Franz Vranitzky, Bundeskanzler (1995)
- Ludwig Adamovich, Präsident des Verfassungsgerichtshofes (1997)[2]
- Thomas Klestil, Bundespräsident (2002)
- Hans Niessl, Landeshauptmann des Burgenlandes (2003)
- Fred Sinowatz, Bundeskanzler (2004)
- Franz Olah, Innenminister und Präsident des Österreichischen Gewerkschaftsbundes (2005)
- Herbert Sausgruber, Landeshauptmann von Vorarlberg (2012)
- Christoph Schönborn, Erzbischof von Wien (2012)
- Luis Durnwalder, Landeshauptmann von Südtirol (2013)
- Josef Pühringer, Landeshauptmann von Oberösterreich (2013)
- Jean-Claude Juncker, Präsident der Europäischen Kommission (2021)
- Hermann Schützenhöfer und Günther Platter, Landeshauptleute (2024)[3][4]
- Franz Schausberger, Landeshauptmann von Salzburg (2025)[5]

## Großes Goldenes Ehrenzeichen für Verdienste um das Land Wien
- Maria Jacobi, amtsführende Stadträtin von Wien (1970)
- Gerda Matejka-Felden, Malerin, Kunstpädagogin und Begründerin der Künstlerischen Volkshochschule (1970)
- Marga Hubinek, ÖVP-Politikerin (1977)
- Werner Jäger, Raumplaner (1979)
- Karl Schmiedbauer, SPÖ-Politiker (1981)
- Maria Schaumayer, Wirtschaftswissenschafterin, Politikerin, Präsidentin der Österreichischen Nationalbank (1984)
- Günther Goller, ÖVP-Politiker (1986)
- Fritz Hahn, ÖVP-Politiker (1986)
- Reinhold Suttner, SPÖ-Politiker (1986)
- Alois Stacher, Arzt und SPÖ-Politiker (1988)
- Ludwig Adamovich, Präsident des Verfassungsgerichtshofs (1989)[6]
- Ingrid Smejkal, Vizebürgermeisterin Wiens (1994)
- Franz Mrkvicka, Kulturstadtrat von Wien (1996)
- Swanee Hunt, US-Botschafterin (1997)
- Friedrich Brunner, Magistratsdirektor-Stellvertreter (1998)
- Erwin Pröll, Landeshauptmann Niederösterreichs (1998)
- Max Edelbacher, Polizeihofrat, Leiter des Wiener Sicherheitsbüros, Autor (1999)
- Michael Marberger, Urologe und Hochschullehrer (1999)
- Karl Stix, burgenländischer Landeshauptmann (1999)
- Erich Pramböck, Generalsekretär des Österreichischen Städtebundes (2001)
- Sepp Rieder, ehemaliger Vizebürgermeister von Wien (2001)
- Anna Elisabeth Haselbach, Vizepräsidentin des Bundesrats (2002)
- Jürgen Weiss, ÖVP-Politiker (2003)
- Robert Krapfenbauer, Statiker und Bauingenieur (2003)
- Franz Fiedler, Rechnungshofpräsident und Vorsitzender des Österreich-Konvents (2004)
- Ferdinand Lacina, ehemaliger Finanzminister (2004)
- Hans Landesmann, Festspielleiter (2007)
- Juri Luschkow, Bürgermeister von Moskau (2007)
- Christian Konrad, Generalanwalt des Österreichischen Raiffeisenverbandes und Landesjägermeister von Niederösterreich (2008)
- Peter Marboe, Politiker, Intendant und Buchautor (2008)
- Clemens Jabloner, Präsident des Verwaltungsgerichtshofes (2009)
- Harry Kopietz, Politiker (SPÖ) (2010)
- Arthur Schneier, Rabbiner (2010)
- Michael Bünker, Bischof der Evangelischen Kirche A.B. (2015)[7]
- Adolf Tiller, Bezirksvorsteher (2018)[8]
- Anton Zeilinger, Physiker (2018)[8]
- Erich Hohenberger, Bezirksvorsteher (2018)[9]
- Gerhart Holzinger, Präsident des Verfassungsgerichtshofes (2018)[10]
- Erich Foglar und Rudolf Kaske, Politiker und Gewerkschafter (2019)[11]
- George Soros, Investor (2019)[12]
- Rudolf Schicker, Politiker, Planungsstadtrat (2022)[13]
- Renate Brauner, Sonja Wehsely, Andreas Mailath-Pokorny, Politiker (2023)[14]
- Sandra Frauenberger, Maria Vassilakou, Politikerinnen (2023)[15]
- Ursula Pasterk, Politikerin (2024)[16]

ohne Jahresangabe
- Franziska Fast, SPÖ-Politikerin
- Herbert Kohlmaier, ÖVP-Politiker
- Ernst Lachs, Kontrollamtsdirektor von Wien
- Fritz Prior, Politiker und Beamter
- Herbert Schambeck, Rechtswissenschaftler und Politiker
- Otto Schweda, SPÖ-Politiker
- Karl Semlitsch, Generalmajor und Militärkommandant von Wien
- Traugott Erich Gattinger, Geologe

## Großes Silbernes Ehrenzeichen für Verdienste um das Land Wien
- Karl Reidinger, Polizeipräsident  der Bundespolizeidirektion Wien (1973)
- Peter Weiser, Generalsekretär des Wiener Konzerthauses (1976)
- Walter Schuppich, Präsident der Rechtsanwaltskammer für Wien (1977)
- Fritz Hahn, ÖVP-Politiker (1979)
- Peter Fessler, Mitglied des Verfassungsgerichtshofs (1989)[6]
- Peter Jann, Mitglied des Verfassungsgerichtshofs (1989)[6]
- Karl Korinek, Mitglied des Verfassungsgerichtshofs (1989)[6]
- Karl Piska, Mitglied des Verfassungsgerichtshofs (1989)[6]
- Dietrich Roessler, Mitglied des Verfassungsgerichtshofs (1989)[6]
- Rudolf Machacek, Mitglied des Verfassungsgerichtshofs (1993)
- Udo Jesionek, Präsident des Jugendgerichtshofs (1998)
- Günter Düriegl, Direktor der Museen der Stadt Wien (2003)
- Alfred Ebenbauer, Rektor der Universität Wien (2003)
- Wolfgang Greisenegger, Rektor der Universität Wien (2003)
- Franz Mayer, Präsident der Wiener Landwirtschaftskammer (2003)
- Peter Brodesser, Leiter der MA 27 – EU-Förderung und Wirtschaftsentwicklung (2004)
- Georg Breiner, Sicherheitsbeauftragter der Stadt Wien (2004)
- Leopold März, Rektor der Universität für Bodenkultur Wien (2004)
- Georg Winckler, Rektor der Universität Wien (2004)
- Ferdinand Podkowicz, Bereichsdirektor für Jugend, Familie, Schule, Bildung und Sport (2004)
- Walter Prinz, FPÖ-Politiker (2005)
- Ludwig Steiner, Diplomat und Politiker (2005)
- Peter Stiedl, Polizeipräsident von Wien (2005)
- Rudolf Bohmann, Medienunternehmer (2007)
- Herbert Madejski, Politiker (2008)
- Elisabeth Pittermann, SPÖ-Politikerin (2008)
- Siegfried Menz, Vorstandsvorsitzender der Ottakringer Brauerei AG (2010)
- Peter Schuster, Universitätsprofessor und ehemaliger Präsident der Akademie der Wissenschaften (2010)
- Johann Herzog, Politiker (2011)
- Erika Stubenvoll, Politikerin (2011)
- Gerhard Pürstl, Polizeipräsident der Bundespolizeidirektion Wien (2012)
- Carl Manner, Unternehmer (2015)[17]
- Hubert Christian Ehalt, Initiator und Organisator der Veranstaltungsreihe „Wiener Vorlesungen“ (2018)[18]
- Anton Fürst, ÖVP-Politiker
- 2023: Gerald Ebinger (FPÖ), Rüdiger Maresch (Grüne), Kurt Stürzenbecher (SPÖ), Wolfgang Ulm (ÖVP) und Kurt Wagner (SPÖ)[19]
- 2024: Wolfgang Hesoun, Manager, Manfred Matzka, Beamter und Autor[20][21]
- 2024: Stefan Pehringer, Diplomat[22]

## Goldenes Ehrenzeichen für Verdienste um das Land Wien
- Hans Pemmer, Lehrer und Heimatforscher (1971)
- Heinrich Reif-Gintl, Staatsoperndirektor (1971)
- Guido Wieland, Schauspieler (1972)
- Otmar Emerling, Politiker (1975)
- Harry Fuss, Schauspieler (1975)
- Erwin Hirnschall, Politiker (1975)
- Viktor Fadrus, Pädagoge und Schulreformer (1975)
- Margarete Tischler, Politikerin (1975)
- Leopold Wiesinger, Politiker (1975)
- Elisabeth Schwarzkopf, deutsch-britische Opern- und Liedsängerin (1976)
- Heinrich Matza, Politiker (1977)
- Friedrich Rennhofer, Bibliotheksdirektor (1978)
- Friedrich Sacher, Lyriker, Erzähler und Essayist (1978)
- Bonifaz Sellinger, Abt des Wiener Schottenstiftes (1978)
- Fred Adlmüller, Modeschöpfer (1980)
- Franz Austeda, Philosoph und Pädagoge (1981)
- Ernst Outolny, Politiker (1981)
- Elisabeth Schindler, Politikerin (1981)
- Erik Hanke, Abgeordneter zum Wiener Landtag und Gemeinderat (1982)
- Frederick Mayer, Erziehungswissenschaftler, Kreativitätsexperte und Schriftsteller (1982)
- Hansl Schmid, Musiker (1982)
- Gerhard Ammann, Abgeordneter zum Wiener Landtag und Gemeinderat (1984)
- Felix Czeike, Historiker und Volksbildner (1986)
- Heinrich Haberl, Politiker (1986)
- Hans Koller, Jazz-Musiker (1986)
- Franz Patzer, Bibliothekar (1986)
- Erwin Ringel, Arzt und Psychologe (1986)
- Fritz Wöss, Schriftsteller (1987)
- Hademar Bankhofer, Autor (1989)
- Max Birnstiel, Schweizer Molekularbiologe und Gründungsdirektor des Wiener Institute of Molecular Pathology (IMP) (1989)
- Robert Kauer, Politiker (1989)
- Christine Keller, Präsidialvorständin des Verfassungsgerichtshofs (1989)[6]
- Paul Lendvai, Publizist (1989)
- Wolfgang Petrik, Politiker (1989)
- Karl Wlaschek, Manager (1989)
- Fritz Schajowicz, Knochenpathologe (1990)
- Paul Watzlawick, Kommunikationswissenschaftler (1990)

### 1992
- Felix Dvorak, Schauspieler, Kabarettist, Intendant und Schriftsteller (1992)
- Ines Mandl, Biochemikerin (1992)
- Ernst Neubert, Politiker (1992)
- Robert Stratil, Politiker (1992)

### 1993
- Walter Dostal, Ethnologe (1993)
- Gustav Peichl, Architekt und Autor (1993)
- Freddy Quinn, Sänger (1993)

### 1994
- Karlheinz Roschitz, Journalist (1994)
- Klaus Wolff, Dermatologe und Universitätsprofessor (1994)
- Leon Zelman, Publizist, (1994)

### 1995
- Hans Blix, Diplomat (1995)
- Manfred Elser, Lehrer und Landesschulinspektor für NÖ (1995)[23]
- Giselher Guttmann, Psychologe und Psychotherapeut (1995)
- Karl Merkatz, Schauspieler (1995)
- Eduard Sekler, Architekt (1995)
- Werner Steinhauser, Autor, Psychologe und Direktor des Instituts für Heimerziehung und der Akademie für Sozialarbeit (1995)[23]
- Gustav Ulreich, Lehrer und Direktor (1995)[23]

### 1996
- Rudolf Buchbinder, Konzertpianist (1996)

### 1997
- Hermann Czech, Architekt (1997)
- Inge Merkel, Schriftstellerin (1997)
- Gusti Wolf, Schauspielerin (1997)
- Johann Wimmer, Politiker (1997)

### 1998
- Paul Blau, Publizist (1998)
- Maria Loley, Sozialarbeiterin (1998)
- Kurt Schubert, Judaist (1998)

### 1999
- Waltraud Häupl, Kunsterzieherin und Buchautorin (1999)
- Christiane Hörbiger, Schauspielerin (1999)
- Trude Mally, Sängerin und Dudlerin (1999)
- Fritz Molden, Verleger und Widerstandskämpfer (1999)
- Gerda Scheyrer, Opernsängerin (26. Jänner 1999)[24]
- Harald Serafin, Operettensänger, Kammersänger und Intendant der Seefestspiele Mörbisch (1999)

### 2000
- Kurt Rudolf Fischer, Philosoph (2000)
- Siegfried Menz, Vorstandsvorsitzender der Ottakringer Brauerei AG (2000)
- Ilse Tielsch, Schriftstellerin (2000)
- Manfred Wehdorn, Architekt (2000)

### 2001
- Iván Eröd, Komponist (2001)
- Elisabeth Gürtler-Mauthner, Unternehmerin (2001)
- Karl Lacina, Politiker (2001)
- Gustav Ortner, Diplomat (2001)
- Elfriede Ott, Schauspielerin, Sängerin und Regisseurin (2001)
- Alfred Planyavsky, Kontrabassist und Musikhistoriker (2001)
- Josefa Tomsik, Politikerin (2001)
- Erich Urbanner, Komponist (2001)

### 2002
- Kurt Adel, Literatur- und Sprachwissenschaftler
- Friedrich Achleitner, Architekt
- Wolfgang Ambros, Liedermacher und Rock-/Popsänger[25]
- Leon Askin, Schauspieler
- Joachim Bißmeier, Schauspieler
- Paul H. Brunner, Naturwissenschafter
- Eliahu Inbal, Dirigent
- Johanna Matz, Kammerschauspielerin[26]
- Gerhard Pfeiffer, Politiker und Wirtschaftskammerfunktionär
- Wendelin Schmidt-Dengler, Literatur- und Sprachwissenschaftler
- Sonja Sutter, Schauspielerin
- Waldemar Kmentt, Tenor
- Harry Seidler, australischer Architekt
- Bogdan Bogdanović, Architekt
- Michael Haneke, Regisseur
- Carla Martinis, Kammersängerin

### 2003
- Friedrich Ehrendorfer, Botaniker und Pflanzensystematiker
- Irenäus Eibl-Eibesfeldt, Verhaltensforscher und Ethologe
- Hilde Haider-Pregler, österreichische Theaterwissenschafterin und Universitätsprofessorin
- Gertraud Jesserer, Schauspielerin
- Gundula Janowitz, Sopranistin
- Robert Krapfenbauer, Bauingenieur
- Marianne Nentwich, Kammerschauspielerin
- Wolfgang Schütz, Mediziner
- Erich Tromayer, Goldschmied, Galerist und Sachverständiger[27]

### 2004
- Milo Dor, Schriftsteller
- Peter Fischer-Colbrie, Fachmann für Gartenbau
- Wolfgang Glück, Regisseur und Drehbuchautor
- Rudi Klausnitzer, Journalist und Intendant
- Ossy Kolmann, Schauspieler
- Wilma Lipp, Sopranistin
- Manfried Rauchensteiner, Historiker
- Gerhard Roth, Autor
- Wilfried Seipel, Ägyptologe
- Hilde Sochor, Schauspielerin
- Hans Staudacher, Maler

### 2005
- Raimund Abraham, Architekt
- Peter Csendes, Historiker
- Annemarie Düringer, Schauspielerin
- Michael Heltau, Schauspieler und Chansonnier
- Roland Horngacher, Landespolizeikommandant
- Susi Nicoletti, Schauspielerin
- Emmy Werner, Schauspielerin und Regisseurin

### 2006
- Elfriede Hammerl, Journalistin und Schriftstellerin
- Helga Kromp-Kolb, Meteorologin und Klimaforscherin
- Helmuth Lohner, Schauspieler
- Bernd Lötsch, Biologe und einer der Wegbereiter der österreichischen Ökologiebewegung
- Kurt Ricica, Referatsleiter Umweltschutz
- Johann Marihart, Manager
- Erni Mangold, Schauspielerin
- Elisabeth Orth, Schauspielerin
- Anton Zeilinger, Quantenphysiker[28]

### 2007
- Paul Badura-Skoda, Pianist
- Plácido Domingo, Opernsänger
- Rudolf Hamp, Generaldirektor der General Motors Powertrain – Austria
- Manfred Kranner, Executive Director der General Motors Powertrain – Austria
- Jürgen Messensee, Maler
- Lucian O. Meysels, Autor und Journalist
- Brigitte Neumeister, Schauspielerin
- Franz Zodl, Koch, Gastronomielehrer, Schuldirektor und Botschafter der österreichischen Küche

### 2008
- Friedrich Cerha, Komponist und Dirigent
- Helmut Günther, Politiker
- Harald Hertz, Unfallchirurg
- Frank Hoffmann, Schauspieler
- Karl Javurek, Generaldirektor der Gewista
- Herbert Lederer, Schauspieler und Regisseur
- Peter Lodynski, Schauspieler, Kabarettist, Regisseur, Schriftsteller und Zauberkünstler
- Samy Molcho, Pantomime
- Carl Pruscha, Architekt
- Lukas Resetarits, Kabarettist und Schauspieler
- Günter Rhomberg, Manager und Kulturfunktionär
- Wolfram Siebeck, Journalist und Gastronomiekritiker
- Rudolf Stark, Politiker
- Rudolf Welser, Rechtswissenschaftler, Autor und Schriftsteller
- Senta Wengraf, Schauspielerin
- Siegfried Wolf, Manager

### 2009
- Peter A. Mayer, geschäftsführender Gesellschafter der Adi Mayer-Film
- Edita Gruberová, Sängerin
- Peter Kraus, Schauspieler und Sänger
- Maurizio Pollini, Pianist

### 2010
- Elisabeth Bleyleben-Koren, Bankmanagerin
- Alfred Brendel, Pianist
- Ernst Fuchs, Maler, Grafiker und Architekt
- Waltraut Haas, Schauspielerin
- Helmar Kögl, Archivar
- Peter Matić, Schauspieler
- Peter Noever, Designer und Kurator
- Gottfried Preisl, Konzertveranstalter
- Rudolf Sarközi, Obmann des Kulturvereins Österreichischer Roma
- Edith Saurer, Historikerin
- Kurt Sobotka, Schauspieler und Regisseur[29]
- Erwin Steinhauer, Schauspieler und Kabarettist

### 2011
- Arik Brauer, Maler
- Peter Kampits, Philosoph und Hochschullehrer[30]
- Georg Markus, Schriftsteller und Journalist
- Agnes Husslein, Kunsthistorikerin und Kunstmanagerin
- Lore Krainer, Kabarettistin, Sängerin, Komponistin und Autorin
- Herbert Prikopa, Dirigent, Opernsänger, Schauspieler, Komponist, Schriftsteller, Pianist und Kabarettist

### 2012
- Eva Choung-Fux, Künstlerin
- Wolfgang Wais, Geschäftsführer der Wiener Festwochen

### 2013
- Alfred Pritz, Gründungsrektor der Sigmund Freud Privatuniversität Wien[31]
- Wolfgang Kromp, Physiker[32]
- Ariel Muzicant, Präsident der IKG von 1998 bis 2012
- Ulrich Seidl, Filmregisseur, Drehbuchautor und Produzent
- Robert Meyer, Schauspieler, Theaterregisseur, ehemaliger Direktor der Volksoper Wien

### 2014
- Dolores Schmidinger, Schauspielerin
- Hans Salomon, Jazzmusiker, Komponist, Arrangeur, Bandleader

### 2015
- Harry Glück, Architekt[33]
- Peter Kubelka, Experimentalfilmer und Künstler[7]
- Karl-Johann Hartig, Gesamtprojektleiter des Projektes Hauptbahnhof Wien[34]
- Oliver Rathkolb, Historiker[35]
- Renée Schroeder, Biochemikerin[36]
- Anita Ammersfeld, Theaterdirektorin[37]

### 2016
- Eva Blimlinger, Rektorin
- Marcel Koller, Fußballtrainer[38]
- Oleh Hornykiewicz, Pharmakologe[39]
- Christoph Thun-Hohenstein, Jurist, Diplomat, Kunstmanager und Publizist
- Roland Neuwirth, Musiker, Komponist[40]
- Karl Albrecht-Weinberger, Historiker[39]

### 2017
- Dieter Schweizer, Genetiker und Pflanzenforscher[41]
- Rudolf O. Zucha, Psychologe und Psychotherapeut[41]

### 2018
- August Ruhs, Psychoanalytiker
- Dagmar Schratter, Direktorin des Tiergartens Schönbrunn[42]
- Sieglinde Rosenberger, Politikwissenschaftlerin[8]
- Peter Schmidl,  Klarinettist und Hochschullehrer[43]
- Christoph Zielinski, Internist und Hochschullehrer[43]

### 2019
- Franz Bittner, Gewerkschafter
- Barbara Frischmuth, Autorin[44]
- Michael Holoubek, Verfassungsrichter und Universitätsprofessor[45]
- Herbert Matis, Wirtschaftshistoriker und Universitätsprofessor[46]
- Sylvia Mattl-Wurm, Direktorin der Wienbibliothek[47]
- Leopold Plasch, Bezirksvorsteher von Wieden[48]
- Hans Schmid, Unternehmer, Präsident der Vienna Capitals[49]
- Gerhard Sobotka, Obermedizinalrat[50]
- Kurt Wagner, Militärkommandant von Wien[51]

### 2020
- Terezija Stoisits, Politikerin[52]
- Peter Patzak, Filmregisseur[53]
- Thomas Blimlinger, Bezirksvorsteher von Neubau[54]
- Susanne Schicker, Präsidentin des Stadtschulrats[54]

### 2022
- Karl Pfeifer, Autor und Journalist[55]
- Danielle Spera, Direktorin des Jüdischen Museums Wien[56]
- Monika Meister, Theaterwissenschaftlerin[57]

### 2023
- Hermann Beil, Theaterdramaturg und Regisseur[58]
- Johann Donis, Neurologe
- Wolfgang Aigner (FPÖ), Armin Blind (FPÖ), Susanne Bluma (SPÖ), Barbara Feldmann (ÖVP), Martin Flicker (ÖVP), Elisabeth Grimling (SPÖ), Udo Guggenbichler (FPÖ), Gerhard Haslinger (FPÖ), Susanne Jerusalem (Grüne), Wolfgang Jung (FPÖ), Ursula Lichtenegger (Grüne), Alexander Neuhuber (ÖVP), Sonja Ramskogler (SPÖ), Susanne Reichard (ÖVP), Silvia Rubik (SPÖ), Ingrid Schubert (SPÖ), Angela Schütz (FPÖ), Paul Stadler (FPÖ), Roman Stiftner (ÖVP), Sybille Straubinger (SPÖ), Norbert Walter (ÖVP) und Tanja Wehsely (SPÖ)[19]
- Hella Pick[59]

### 2024
- Erich Cibulka, Unternehmer und Präsident der Österreichischen Offiziersgesellschaft[60]
- Peter Chrastek, Präsident der Hagenbundfreunde
- Monika Eder-Paier, Ministerialrätin i. R.
- Jürgen Em, Präsident des Auslandsösterreicher Weltbundes
- Toni Faber, Dompfarrer des Wiener Stephansdoms[61]
- Peter Fasching, Primarius
- Felix Gundacker, Genealoge
- Hans Haltmayer, Ärztlicher Leiter der Suchthilfe Wien
- Miguel Herz-Kestranek, Schauspieler[62]
- Daniela Hammer-Tugendhat, Kulturwissenschafterin
- Michael Himmer, New Business Director der GroupM Austria
- Kurt Mann, Bäckereiunternehmer
- Walter Obermaier, Literaturwissenschaftler[63]
- Ferdinand Opll, Historiker[63]
- Sylvia Paliege-Barfuß, Sektionsleiter-Stellvertreterin
- Wilhelm Saurma, Chefarzt i. R. der Landespolizeidirektion Wien
- Franz Semper, Polizeioffizier
- Ernst Strouhal, Kulturwissenschafter
- Werner Trawnicek, Hofrat

### 2025
- Hermann Mückler, Präsident des Dachverbands „Partner aller Nationen“[64]
- Erwin Ortner, Gründer und künstlerischer Leiter des Arnold Schönberg Chors[65]
- Franz Stix, Stiftungsvorstand und Ehrenpräsident des Haus des Meeres[66]

### Ohne Jahresangabe
- Josef Arthold, Politiker
- Walter Barylli, Violinist[67]
- Martha Eibl, Medizinerin
- Peter Eschberg, Schauspieler, Regisseur und Intendant[68]
- Anton Gaál, Politiker
- Günther Granser, Botschafter
- Hans Hauenstein, Dichter und Schriftsteller
- Helmar Kögl, Historiker
- Franz Eduard Kühnel, Offizier und Politiker
- Adalbert Pilch, Maler und Graphiker
- Roderich Regler, Politiker
- Alexander Slawik, Japanologe
- Herbert Steiner, Politiker, Historiker, Gründer und langjähriger Leiter des Dokumentationsarchivs des österreichischen Widerstandes
- Gerald Stourzh, Historiker
- Gerhard Track, Komponist und Chorleiter
- Herbert Tichy, Reiseschriftsteller, Geologe, Journalist und Bergsteiger
- Günter Tolar, Schauspieler, Fernsehmoderator und Autor
- Anton Zeilinger, Wissenschaftler
- Herbert Zeman, Literatur- und Sprachwissenschaftler und Sänger

## Silbernes Ehrenzeichen für Verdienste um das Land Wien
- Jakob Wolfer, Geistlicher (1973)
- Martha Frühwirt, Gründerin der ersten medizinischen Selbsthilfegruppe in Österreich (1975)
- Karl Schmiedbauer, SPÖ-Politiker (1975)
- Werner Schlichting, Szenenbildner (1979)
- Felix Dvorak, Schauspieler, Kabarettist, Intendant und Schriftsteller (1987)
- Samy Molcho, Pantomime (1987)
- Alfred Zöttl, Kunstgießer (1991)
- Fritz Riha, Kabarettist, Schriftsteller, Radiomoderator (1992)
- Robert Herzl, Musiktheater-Regisseur und Operndirektor (1993)
- Johann Hauf, Generaldirektor der Österreichischen Beamtenversicherung (1994)
- Werner Pfannhauser, Universitäts-Professor (1994)[69]
- Lucian O. Meysels, Autor und Journalist (2000)
- Klaus Thalhammer, österreichischer Bankmanager (2000)
- Ludwig Hirsch, Schauspieler, Liedermacher, Sänger (2001)
- Franz Six, geschäftsführender Präsident des Hauses des Meeres (2001)[70]
- Walter Homolka, Universitätsprofessor und Rabbiner (2002)
- Walter Langer, Schauspieler (2002)
- Peter Lodynski,  Schauspieler, Kabarettist, Regisseur, Schriftsteller und Zauberkünstler (2002)
- Sissy Löwinger, Schauspielerin, Regisseurin und Theaterleiterin (2002)
- Peter Fröhlich, Schauspieler (2003)[71]
- Thea Leitner, Autorin und Journalistin (2003)
- Dolores Schmidinger, Schauspielerin (2003)
- HK Gruber, Komponist, Chansonnier und Dirigent (2004)
- Dieter Haspel, Regisseur und Theaterleiter (2004)
- Ignaz Kirchner, Schauspieler (2004)
- Elsa Prochazka, Architektin (2004)
- Walter Schmögner, Maler, Zeichner, Buchkünstler, Bildhauer und Bühnenausstatter (2004)
- Brigitte Swoboda, Schauspielerin (2004)
- Maria Teschler-Nicola, Anthropologin, Ethnologin und Humanbiologin (2005)
- Marie-Thérèse Escribano, Sängerin (2006)
- Alfred Körner, Fußballspieler (2006)
- Renate Spitzner, Begründerin der „Musisch-sozialen Methode“ (2006)
- Herbert Neumeister, Leiter Getriebefertigung der General Motors Powertrain – Austria (2007)
- Peter Kleinmann, Volleyballpräsident (2008)
- Peter Lodynski, Schauspieler, Kabarettist, Regisseur, Schriftsteller und Zauberkünstler (2008)
- Herbert Prohaska, Fußballspieler (2008)
- Danny Krausz, Filmproduzent (2010)
- Thomas Oliva, Geschäftsführer der Industriellenvereinigung Wien (2010)
- Hubert Steiner, Historiker (2010)
- Ernst Michael Kopper, Architekt (2016)
- Rupert Falkner, Architekt und Zeichner (2017)
- Christine Neugebauer-Maresch, Prähistorikerin und Archäologin[41]
- Peter Voitl, Arzt und Universitätslektor (2017)
- Wolfgang Sperl, DSA, Sozialmanager (2022)
- Godwin Schuster, Politiker (2023)[72]
- Michael Danzinger, Pianist, Unterhaltungskünstler und Komponist
- Adalbert Pilch, Maler und Graphiker
- Michael Dadak, Politiker (FPÖ)[19]
- Harald Gruber, Politiker (SPÖ)[19]
- Rudolf Zabrana, Politiker (SPÖ) (2023)[19]
- Justus Neumann, Schauspieler (2023)[73]
- Susanne Schedtler, ehemalige Geschäftsführerin des Wiener Volksliedwerks (2024)[74]
- Christian Scheib, Musikwissenschafter und Radiomacher (2024)[74]
- Maria Anna Kollmann, ehemalige Geschäftsführerin des Dachverbandes der Österreichischen Filmschaffenden (2024)[75]
- Herbert Kritscher, ehemaliger Vizedirektor und Geschäftsführer der Naturhistorischen Museums[75]
- Meinrad Busslinger, Molekularbiologe am Forschungsinstitut für Molekulare Pathologie (2025)[76]
- Doris Ingrisch, Kulturwissenschafterin, Universität für Musik und Darstellende Kunst (2025)[64]

## Goldenes Verdienstzeichen des Landes Wien

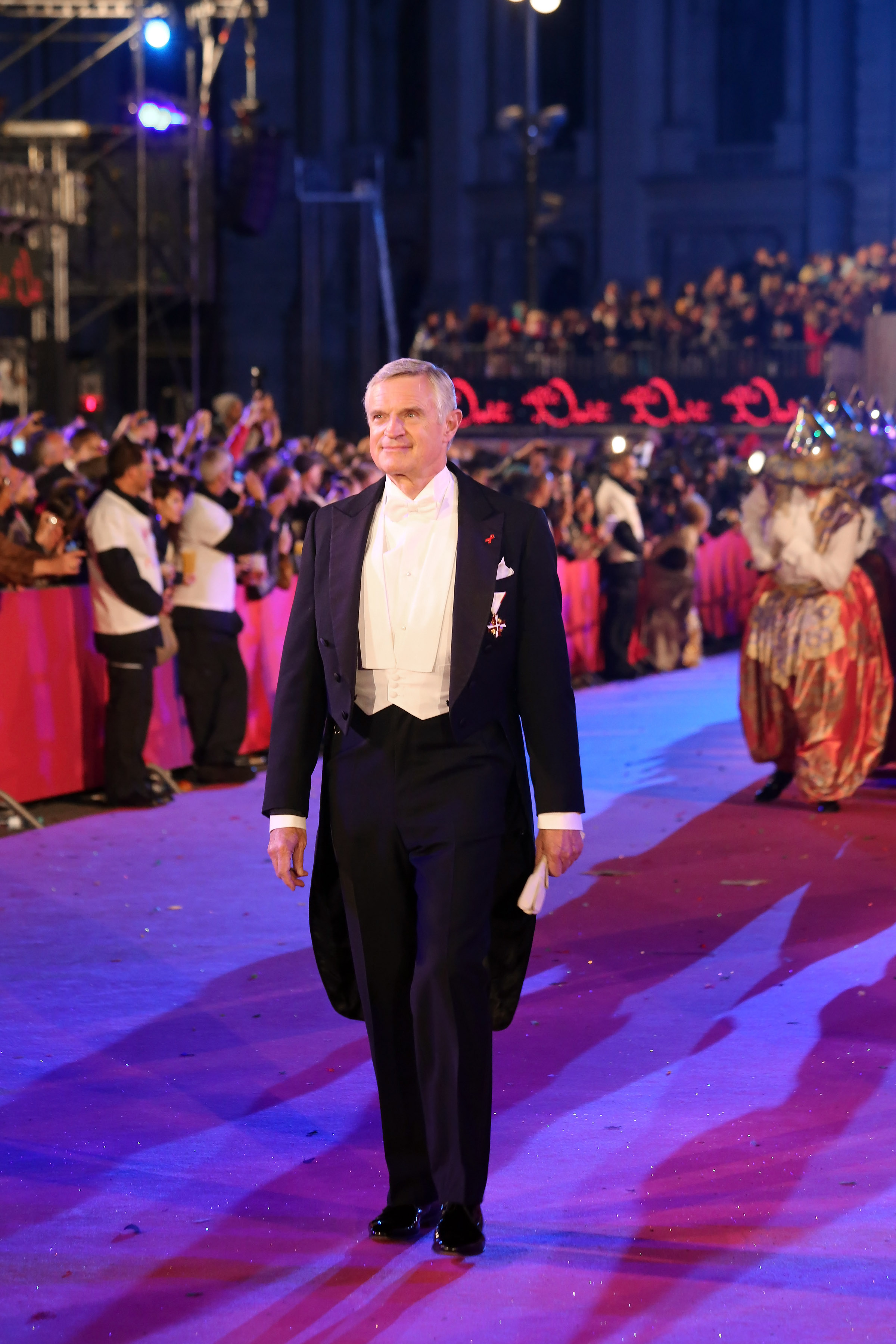
Thomas Schäfer-Elmayer mit dem Goldenen Verdienstzeichen des Landes Wien bei der Eröffnung des Life Balls 2013

- Franz Binder, Fußballspieler (1972)
- Hugo Ellenberger, Volksbildner, Schriftsteller und Hochschullehrer (1972)
- Edmund Josef Bendl, Lehrer und Autor (1975)
- Anton Karas, Komponist von Harry-Lime-Thema (1976)
- Anton Matourek, Politiker (SDAP/SPÖ) und Maschinenschlosser (1977)
- Ladislaus Simacek, Sportler und Unternehmer (1981)
- Josef Vrana, SPÖ-Politiker (1981)
- Humbert Spitzer, Obmann des Wiener Taubstummen Fürsorgeverbandes (1982)
- Falco, Musiker (1986)
- Ferdinand Berger, Widerstandskämpfer (1988)
- Eduard Lang, Schausteller und Unternehmer (1992)
- Franz-Xaver Ludwig, Manager (1992)
- Reinhard Fendrich, österreichischer Sänger, Moderator und Schauspieler (1992)
- Elisabeth Gürt, Schriftstellerin (1993)
- Pia Maria Plechl, Journalistin und Schriftstellerin (1993)
- Dagmar Chobot, Galeristin (1995)
- Walter A. Schwarz, Schlosser, Vizeleutnant und Autor (1995)
- Rosemarie Schwarzwälder, Galeristin, Kunsthändlerin und Journalistin (1995)
- Bobby Pirron, Musiker und Kabarettist (1996)
- Elisabeth Weihsmann, Gemeinnützige Wohnungswirtschaft (1996)
- Paul Fields, Komponist, Arrangeur und Musiker (1998)
- Norbert Brainin, österreichisch-britischer Violinist (1999)
- Adi Hirschal, Schauspieler, Sänger, Theaterintendant (2001)
- Friedrich Tschöp, Präsident des Österreichischen Gebrauchshundesport-Verbandes(2001)
- Anita Ammersfeld, Sopranistin, Schauspielerin und Theaterleiterin (2002)
- Elfi von Dassanowsky, Sängerin, Pianistin und Filmproduzentin (2002)
- Lillian Barylli-Fayer, Künstler-Fotografin (2002)[77]
- Elisabeth Scheickl, Schauspielerin (2002)
- Erhard Vrana, Wiener Politiker und Gewerkschafter (2002)
- Herbert Exenberger, Bibliothekar und Sachbuchautor (2003)
- Georg Markus, Schriftsteller und Journalist (2003)
- Joesi Prokopetz, Songwriter, Musiker, Autor, Darsteller und Kabarettist (2003)
- Hans Huber, Moderator (2004)
- Edith Leyrer, Schauspielerin (2004)[78]
- Manfred Deix, Karikaturist (2005)
- Claudia Haas, Museumsgründerin (2005)
- Dorothea Löcker, Verlegerin (2005)
- Christian Kolonovits, Komponist und Dirigent (2005)
- Marianne Mendt, Sängerin und Schauspielerin (2005)
- Peter Planyavsky, Organist (2005)
- Franz Robert Wagner, Schauspieler und Sprecher (2005)[79]
- Eva Maria Klinger, Kulturjournalistin (2006)
- Chris Lohner, Schauspielerin und Moderatorin (2006)
- Gery Keszler, Organisator des Life Balls (2006)
- Hansi Lang, Musiker (2006)
- Andy Marek, Stadionsprecher und Klubserviceleiter des SK Rapid Wien (2006)
- Ari Rath, israelischer Journalist (2006)
- Al Cook, Bluesgitarrist und -sänger (2006)
- Erich Schleyer, Drehbuchautor, Moderator, Schauspieler, Fotokünstler, Journalist und Kinderbuchautor (2006)
- Walter Sengstschmid, Komponist (2006)
- Ismael Ivo, Tänzer und Choreograf (2007)
- Michael Köhlmeier, Schriftsteller und Musiker (2007)
- Margherita Spiluttini, Fotiografin (2007)
- Andreas Vitásek, Kabarettist (2007)
- Peppino Teuschler, Modeschöpfer (2007)
- Alfons Haider, Schauspieler, Sänger, Fernsehmoderator, Kabarettist und Entertainer (2007)
- Erich Lutz, ehrenamtlicher Rechnungsprüfer des Vereins der Wiener Symphoniker (2007)
- Erich Wiedersich, ehrenamtlicher Rechnungsprüfer des Vereins der Wiener Symphoniker (2007)
- Ludwig Adam, Musiker (2008)
- Peter Pelinka, Journalist (2008)
- Robert Sterk, Journalist (2008)
- Helga Anderle, Künstlerin (2009)
- Francesca Habsburg-Lothringen, Kunstexpertin, Kunstvermittlerin, Sammlerin und Mäzenin (2009)
- Lore Heuermann, bildende Künstlerin (2009)
- Fritz Kucirek, Redakteur der Rathauskorrespondenz im Pressedienst der Stadt Wien (2009)
- Maria Bill, Schauspielerin und Sängerin (2010)
- Alexander Goebel, Schauspieler, Musicaldarsteller, Theaterregisseur u. m. (2010)
- Peter Henisch, Schriftsteller, Journalist, Liedtexter und Sänger (2010)
- Peter Kern, Schauspieler, Regisseur und Drehbuchautor (2010)
- Wolfgang Sperl, DSA, Sozialmanager (2010)
- Peter Proksch, Maler und Grafiker (2010)
- Helmut Dietrich, Architekt (2010)
- Much Untertrifaller, Architekt (2010)
- Walter Arlen, Musikkritiker und Komponist (2011)
- Arik Brauer, Maler, Grafiker, Sänger, Dichter (2011)
- Wolfgang Hutter, Maler und Grafiker (2011)
- Hubert Kramar, Theatermacher (2011)
- Conny Hannes Meyer, Regisseur und Schriftsteller (2011)
- Heribert Sasse, Schauspieler, Regisseur und Theaterintendant (2011)[80]
- Otto Friedrich, Immobilientreuhänder, Unternehmer (2012)
- Sven Boltenstern, Goldschmied und Bildhauer (2013)
- Harald Sicheritz, Regisseur und Autor (2013)[81]
- Gerhard Sobotka, Obermedizinalrat (2013)[82]
- Heli Dungler, Tierschützer (2014)
- Charles Kálmán, Komponist (2014)
- Erwin Piplits, Theatermacher, Bühnenbildner und Schauspieler (2014)[83]
- Madeleine Reiser, Politikerin (2014)
- Hans Salomon, Jazzmusiker, Bandmanager und Komponist (2014)[83]
- Julia Schafranek, Direktorin des Vienna’s English Theatre (2014)
- Michael Kunze, Liedtexter, Schriftsteller und Librettist (2015)[84]
- Gerhard Tötschinger, Schauspieler, Intendant und Schriftsteller (2015)[85]
- Helmut Graupner[86]
- Helga Pollak-Kinsky (2016)[87]
- Peter Kruder und Richard Dorfmeister (2017),  DJ- und Produzenten-Duo[88]
- Günter Tolar, Schauspieler, Fernsehmoderator und Autor
- Walter Strutzenberger, Politiker
- Fritz Thom, Leiter Jazz Fest Wien (2017)
- Ingrid Fröhlich (2017)[89]
- Hans Rauscher, Journalist und Buchautor (2018)
- Felix Mitterer, Schriftsteller, Dramatiker und Schauspieler (2018)[90]
- Andrea Brem, Geschäftsführerin Wiener Frauenhäuser (2018)
- Toni Polster, Fußballspieler und -trainer (2018)[91]
- Markus Spiegel, Musikproduzent (2018)[91]
- Heinz Marecek, Schauspieler, Regisseur und Kabarettist (2018)[8]
- Eva Geber, Grafikerin, Autorin und Kulturpublizistin (2018)[8]
- Gerald Matt, Kulturmanager (2018)[92]
- Heidemarie Uhl, Historikerin (2018)[92]
- Johann Turek, Pianist (2018)[93]
- Heinrich Mis, Leiter der ORF-Hauptabteilung Fernsehfilm (2018)[94]
- Krista Stadler, Schauspielerin (2018)[94]
- Peter Tscherkassky, Avantgardefilmregisseur (2019)[95]
- Johann Kresnik, Tänzer, Choreograf und Theaterregisseur (2019)[96]
- Manfred Chobot, Schriftsteller (2019)
- Thomas Gratzer, Direktor des Wiener Rabenhof Theaters (2020)[97]
- Gerhard Sobotka, Arzt und Lehrbeauftragter[98]
- Ingrid und Christian Reder (2022)[99]
- Jack Hauser, Künstler (2022)[57]
- Karl Ratzer, Musiker (2022)
- Birge Krondorfer, Politische Philosophin, Feministin (2022)[100][101][102]
- Marijana Stoisits, Geschäftsführerin der Vienna Film Commission (2024)[103]
- Barbara Klein, Kosmos Theater-Gründerin (2024)[104]
- Fritz Ostermayer, Journalist, Autor, DJ und Musiker[105]

## Silbernes Verdienstzeichen des Landes Wien
- Hansl Schmid, Musiker (1968)[106]
- Marie-Luise Cavallar von Grabensprung, Rezitatorin, Schriftstellerin, Schauspielerin (13. November 1970)[107]
- Maly Nagl, Volkssängerin (13. November 1970)[107]
- Fritz Wolfsecker, Wienerliedkomponist (13. November 1970)[107]
- Josef Vrana, SPÖ-Politiker (1975)
- Johann Szegö, Fremdenführer, Dolmetscher und Sachbuchautor (1986)
- Gerhard Pfeiffer, Oberleutnant der Miliz, Unternehmer und Wirtschaftskammerfunktionär (1989)
- Erhard Vrana, Wiener Politiker und Gewerkschafter (1989)
- Stefan Weber, Musiker (2005)
- Hans Raimund, Schriftsteller (2006)
- Kurt Hauenstein, Musiker (2008)
- Conny de Beauclair, Türsteher  und Szenefotograf (2010)
- Die fünf Musiker der Worried Men Skiffle Group (2010)
- Peter Prakisch, Clown und Zauberer („Pit Pedro“) (2013)[108]
- Johann Schlader, Musiker (2013)[108]
- Keita Djibril, Barchef (2014)[109]
- Andreas Brunner, Historiker (2016)[86]
- Wolf Frank, Sprecher, Moderator und Entertainer (2020)[110]